# هایدنهایم آن در برنتس
شهر هایدنهایم آن در برنتس در ایالت بادن-وورتمبرگ در کشور آلمان واقع شده‌است.